# جاكوبس آر-755
جاكوبس آر-755 (إل-4) محرك طائرة شعاعي مكون من 7 أسطوانات. صُنع في الولايات المتحدة بواسطة شركة جاكوبس لمحركات الطائرات ‏.

## التصميم والتطوير
كان أول دوران لمحرك آر-755 في عام 1933، واستمر إنتاجه حتى سبعينيات القرن العشرين.
بلغ شوط المحرك 133 مم وقطر أسطواناته 127 مم، بينما كانت سعته 12.4 لتر. أنتج المحرك قدرة تراوحت من 200 حصان إلى 350 حصان (150 كيلو وات إلى 260 كيلو وات).
استخدم المحرك أسطوانات مصنوعة من الصلب لها رؤوس من الألومنيوم. طُور الطراز آر-9755 أي من المحرك للاستخدام في المروحيات.

## الطرازات
- آر-755 ايه 1: النسخة الأساسية المنتجة.[2]
- آر-755 ايه 2: بلغت قدرتها 300 حصاناً.
- آر-755 بي 1: نسخة من الطراز آر-755 ايه بقدرة أقل لتشغيل مروحة ذات شفرات لها زاوية ميل ثابتة.
- آر-755 بي 2: نسخة من الطراز آر-755 ايه بقدرة أقل لتشغيل مروحة ذات شفرات لها زاوية ميل متغيرة.
- آر-755 أي: طراز أعلى قدرة ومجهز بتروس تخفيض.
- آر-755 أي إتش: طُور لتشغيل طائرة جاكوبس جيرودين 104.

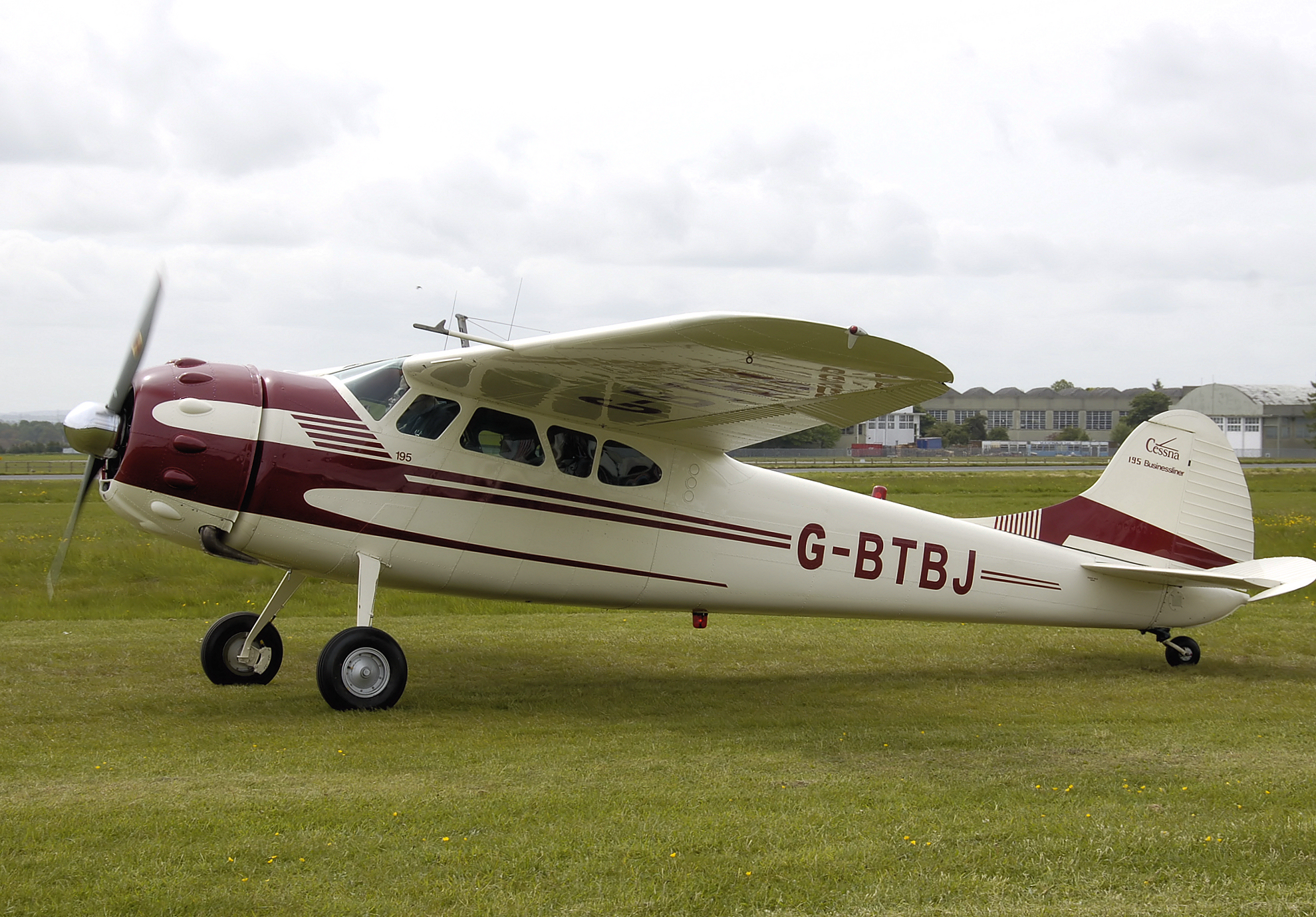
سيسنا 195

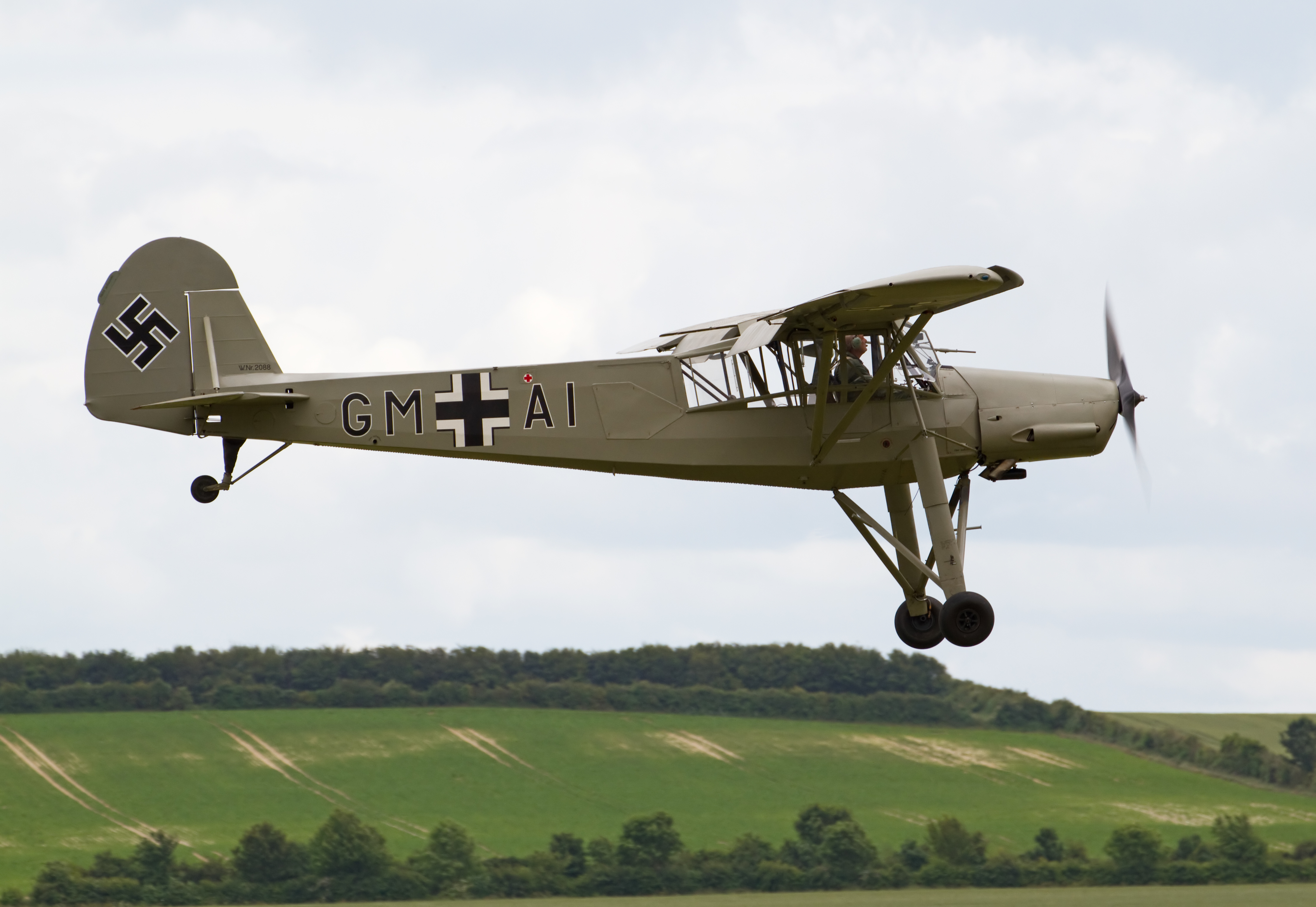
فيسلر إف أي-156

## التطبيقات
- أناهوك تارو  [لغات أخرى]‏

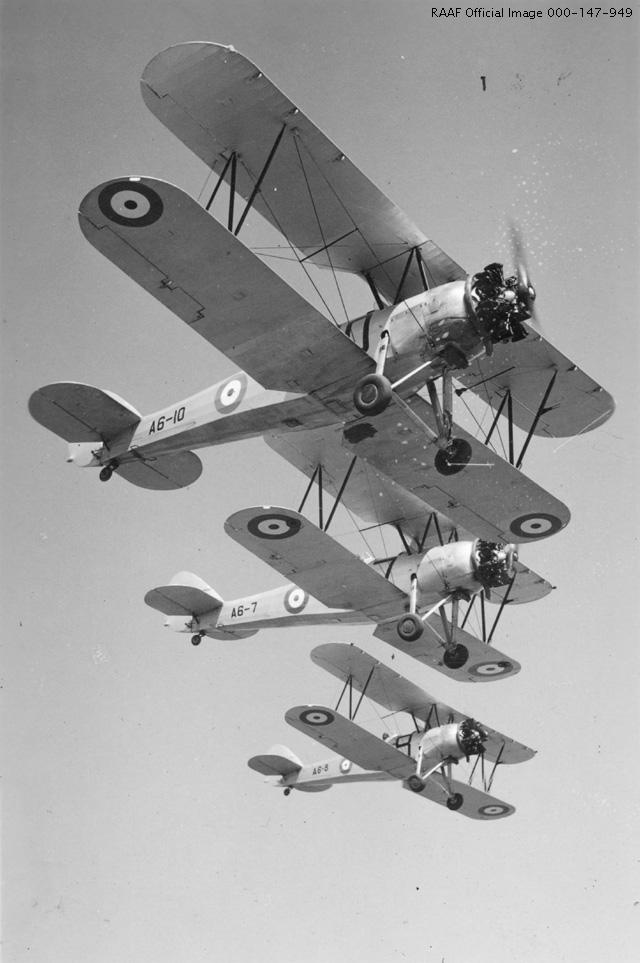
أفرو كاديت
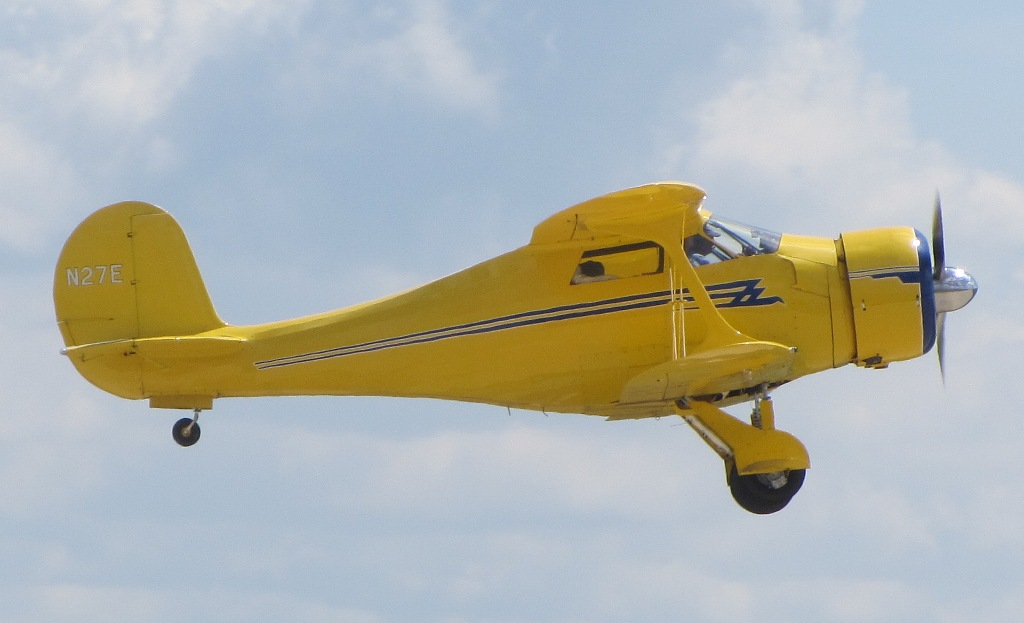
بيتشكرافت ستجروينج
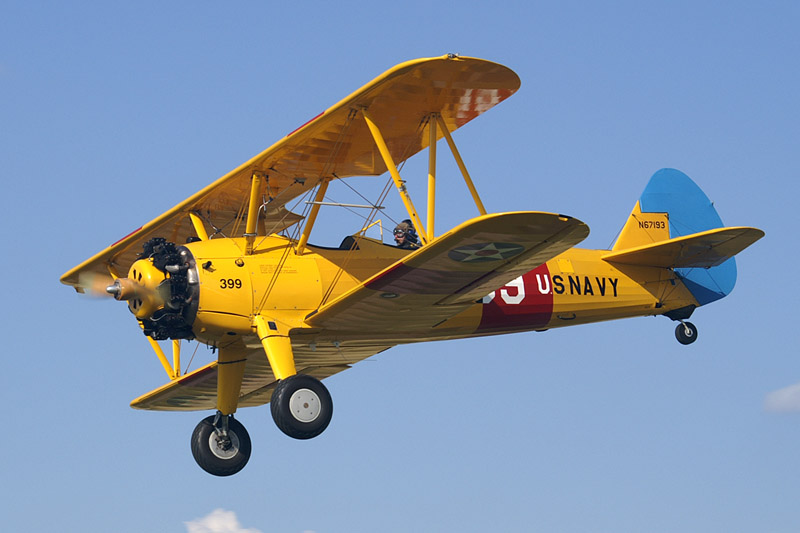
بوينج ستيرمان 75
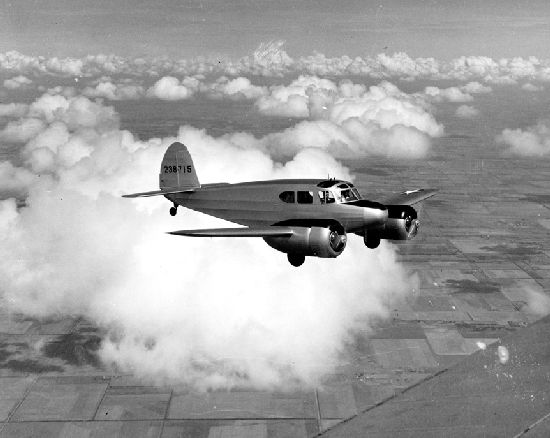
سيسنا ايه تي-17
- سيسنا 195
- فانك إف-23  [لغات أخرى]‏
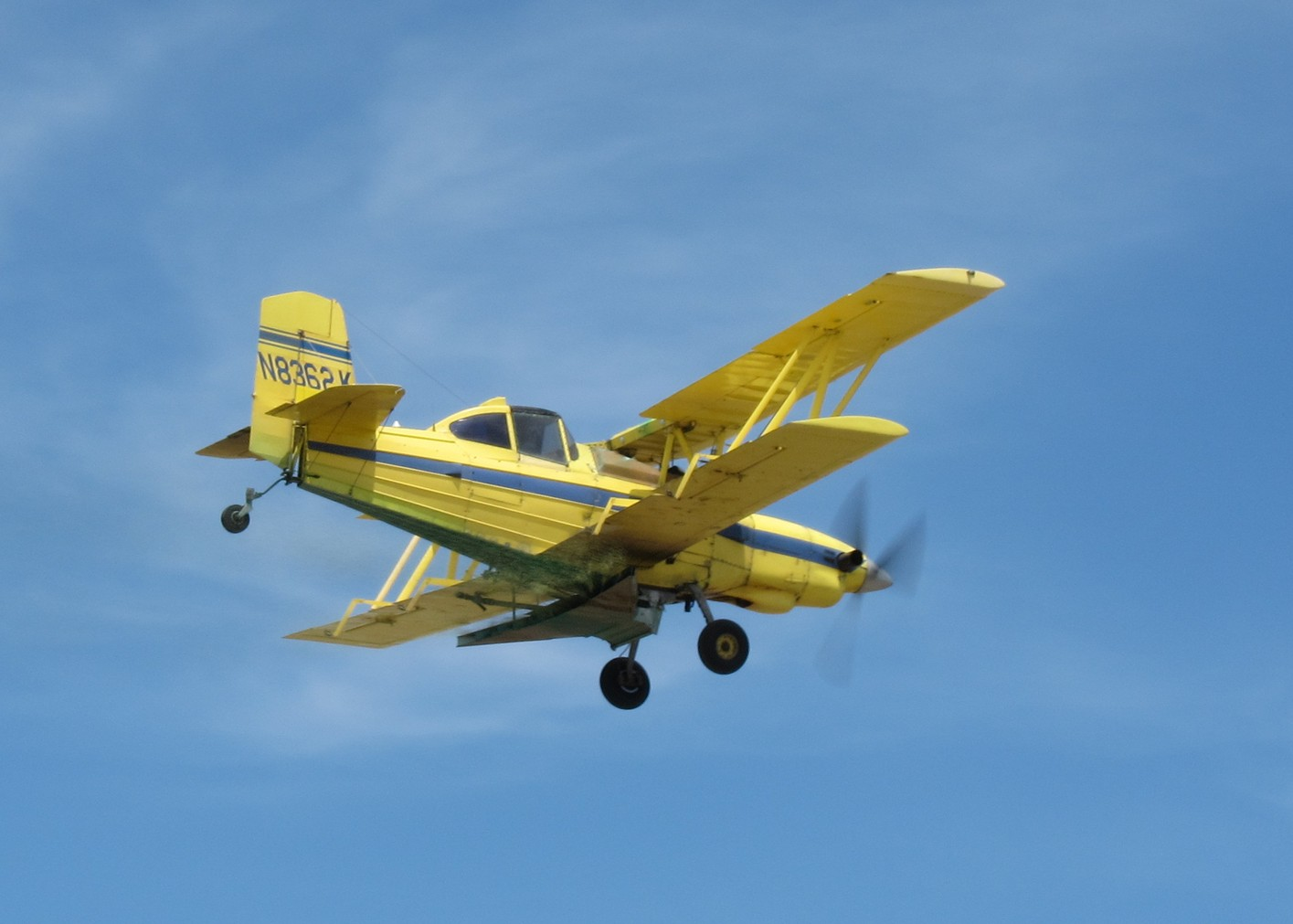
جرومان ايه جي كات  [لغات أخرى]‏
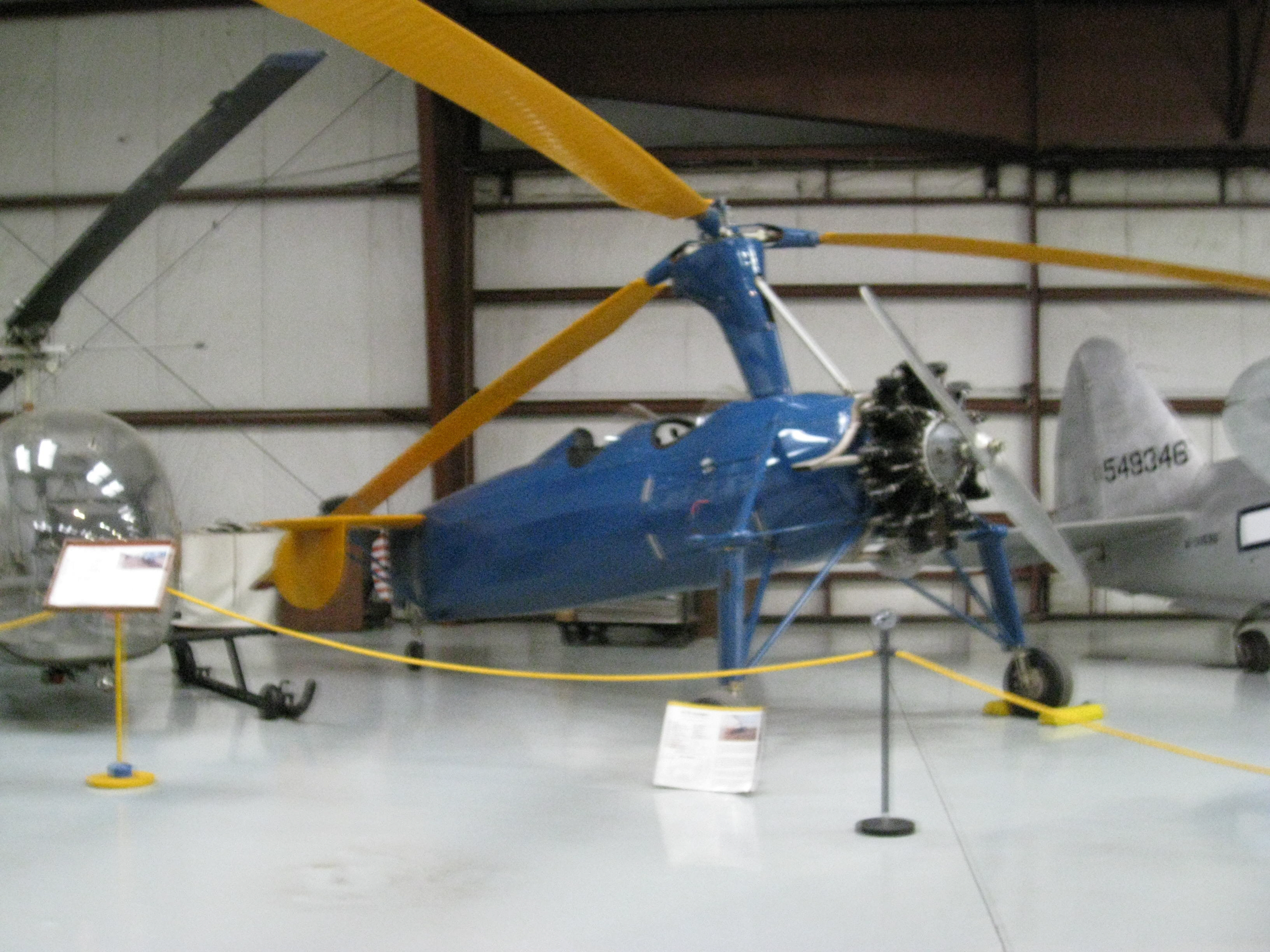
كيليت كيه دي-1
- فيسلر إف أي-156
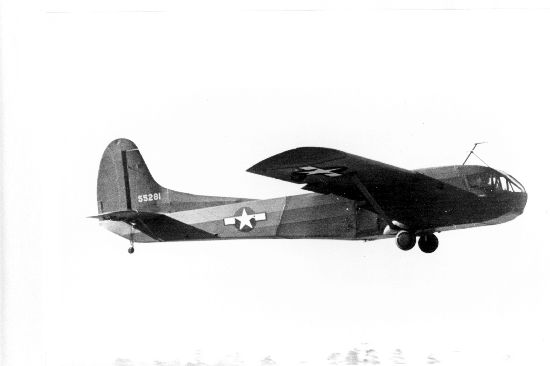
واكو سي جي-15  [لغات أخرى]‏
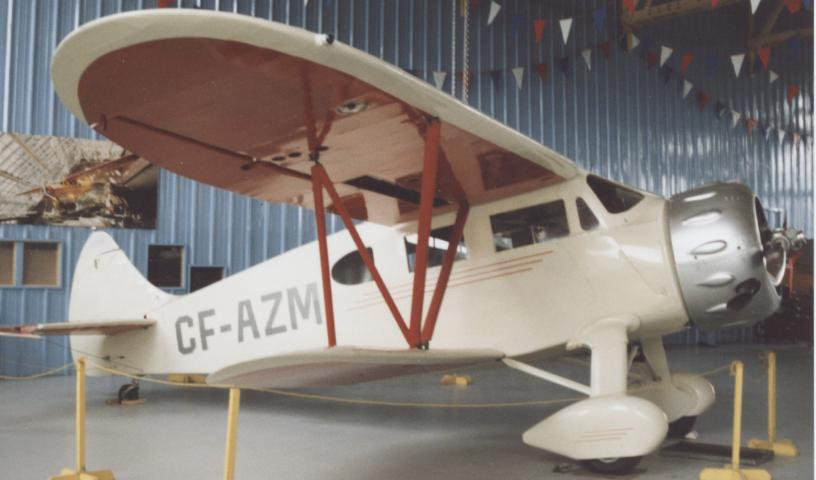
واكو ذات القمرة
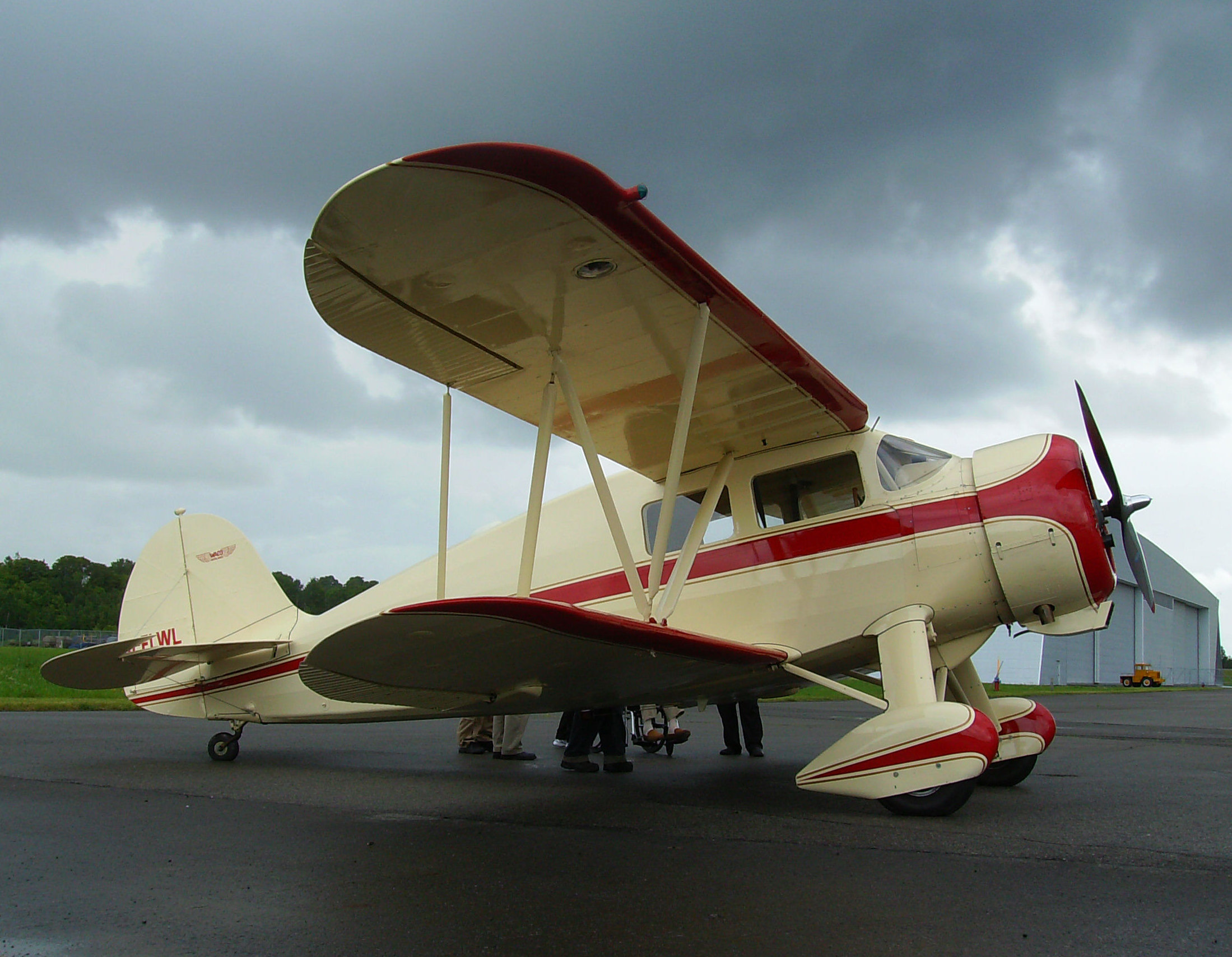
واكو ذات القمرة القياسية  [لغات أخرى]‏

- أفرو كاديت
- بيتشكرافت ستجروينج
- بوينج ستيرمان 75
- سيسنا ايه تي-17
- جرومان ايه جي كات
- كيليت كيه دي-1
- واكو سي جي-15
- واكو أي كيو 6 ذات القمرة.
- واكو في كيه-7 ذات القمرة القياسية.

## محركات معروضة
- يُعرض محرك جاكوبس آر-755 محفوظ في متحف أركاناس الجوي.[3]

## المواصفات (آر-755-ايه 1)

### مواصفات عامة
- النوع: محرك طائرة شعاعي مكون من 7 أسطوانات، ويُبرد بالهواء.
- قطر الأسطوانة: 133 مم.
- الشوط: 127 مم.
- سعة المحرك: 12.4 لتر.
- الطول: 69.2 سم.
- القطر: 118.8 سم.
- الوزن الصافي: 229 كجم.

### المكونات
- سلسة صمامات: صمامان لكل أسطوانة، يتم تحريكهما بأعمدة دفع، وصمام العادم مطلي بالصوديوم لتبريده.
- نظام الوقود: مكربن طراز سترومبرج إن ايه-آر 7 ايه
- نوع الوقود: بنزين رقم أوكتان 73.
- نظام التزييت: مضحة ضغط ومضختان تنظيف.
- نظام التبريد: تبريد بالهواء.
- وحدة تخفيض سرعة المروحة الدافعة: متصلة مباشرة بعمود الدوران.

### الأداء
- القدرة الناتجة: 245 حصان (183 كيلو وات) عند 2200 دورة/دقيقة عند مستوى سطح البحر.
- كثافة القدرة: 0.32 حصان/بوصة مكعبة (14.8 كيلو وات/لتر).
- نسبة القدرة إلى الوزن: 0.48 حصان/باوند (0.8 كيلو وات/كجم).